# Heinrich Festing

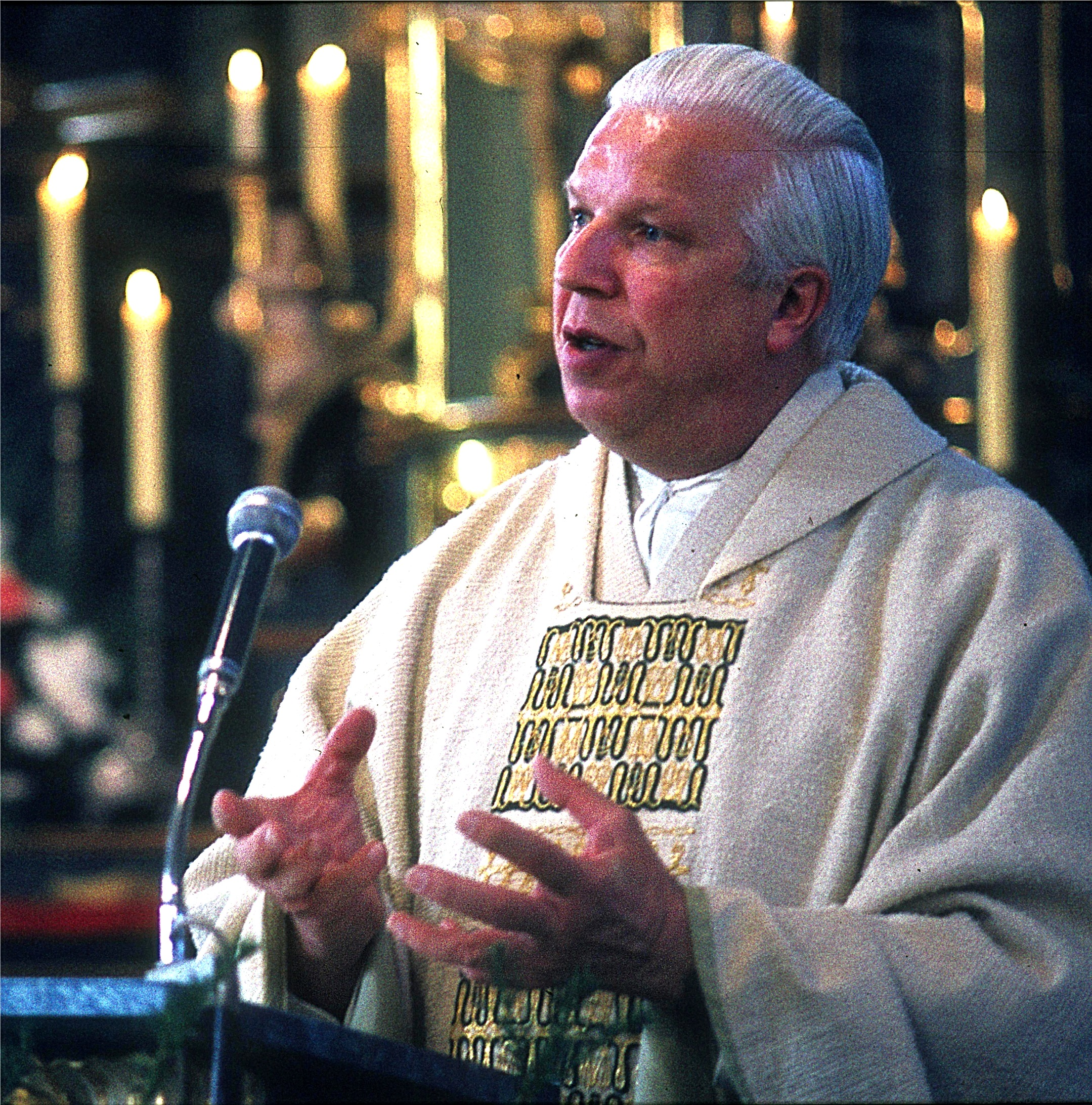
Heinrich Festing (1983)

Heinrich Festing (* 10. Dezember 1930 in Ratsiek bei Lügde-Sabbenhausen; † 20. April 2022) war ein deutscher katholischer Theologe. Er war 30 Jahre lang Generalpräses des Internationalen Kolpingwerks und in diesem Amt siebter Nachfolger Adolph Kolpings.

## Leben
Heinrich Festing besuchte von 1937 bis 1945 die Volksschule in Sabbenhausen und machte danach eine Lehre zum Tischler, die er am 17. Mai 1948 mit der Gesellenprüfung abschloss. Er arbeitete noch vier Jahre in dem erlernten Beruf, bevor er 1952 in das Abendgymnasium von Neuss eintrat.
Nach dem Abitur am 17. Juli 1956 studierte Festing Philosophie und Theologie in Paderborn und Lyon. In Paderborn wurde er Mitglied des katholischen Studentenvereins Teutoburg im KV. Am 21. Dezember 1961 empfing er im Dom zu Paderborn die Priesterweihe. Danach war er bis 1965 Vikar in Bigge im Sauerland.
Von 1965 bis 1972 war er Diözesanpräses des Kolpingwerkes in der Erzdiözese Paderborn. Am 18. März 1972 wählte ihn die 20. Deutsche Zentralversammlung zum Generalpräses des Internationalen Kolpingwerks und zum Zentral- und Bundespräses des Deutschen Kolpingwerks. Als Generalpräses wurde er viermal wiedergewählt. Das Amt als Bundespräses war bereits 1996 von Alois Schröder übernommen worden. Nachfolger als Generalpräses des Kolpingswerkes wurde 2002 Axel Werner. Im Gottesdienst zur Amtsübergabe am 23. Juni 2002 sagte Heinrich Festing unter anderem: „Ich trage das Messgewand, das Papst Pius IX. im Juni 1862 Adolph Kolping als Zeichen der Anerkennung geschenkt hat. Es wird nur bei bestimmten feierlichen Anlässen getragen. Ich überreiche es jetzt an den 8. Nachfolger Adolph Kolpings.“
Als Festing 1972 das internationale Kolpingwerk übernahm, gab es in Mitteleuropa in 14 Ländern Kolpingsfamilien, 2002 gab es sie in 56 Ländern, die auf vier Kontinenten Entwicklungsarbeit leisten.
Trotz seiner zahlreichen Aufgaben, insbesondere auch im Engagement des Kolpingwerks in der sogenannten Dritten Welt, gehörte Festing den verschiedensten Einrichtungen und Gremien des Kolpingwerks und der katholischen Kirche an. So war er neben vielem anderen während seiner Zeit als Generalpräses Rektor der Minoritenkirche in Köln, Präses und Vorsitzender des Kolpinghauses International und Vorsitzender des Verbandes der Kolpinghäuser e. V.
Darüber hinaus fand Festing auch Zeit für die Kolpingsfamilien, die Basisgruppen des Kolpingwerks. Er nahm an Festveranstaltungen teil, stellte sich Diskussionsrunden und kam mit jungen Kolpingmitgliedern ins Gespräch, wenn sich die Gelegenheit dazu bot.
Festing machte sich auch mit Schriften über Adolph Kolping und mit meditativen Werken einen Namen als Autor. Er schrieb unter anderem das Buch Adolph Kolping und sein Werk, in dem er einen Überblick über Leben und Wirken des großen Sozialreformers Kolping gibt und die Entwicklung des Kolpingwerks von seinen Anfängen bis in neuere Zeit darstellt. Unter dem Titel „Mit Kolping in der Welt – Erinnerungen“ veröffentlichte Festing 2014 seine Autobiografie.
1970 wurde er von Kardinal-Großmeister Eugène Kardinal Tisserant zum Ritter des Ritterordens vom Heiligen Grab zu Jerusalem ernannt und am 5. Dezember 1970 im Kölner Dom durch Lorenz Kardinal Jaeger, Großprior der deutschen Statthalterei, investiert. Er war Offizier des Ordens. Für sein Engagement im Heiligen Land wurde er mit der Goldenen Palme von Jerusalem ausgezeichnet.

## Ehrungen und Auszeichnungen
Für sein uneigennütziges Wirken im Geiste Adolph Kolpings innerhalb der katholischen Kirche und in der Gesellschaft sowohl innerhalb Deutschlands wie auch im Ausland erfuhr Heinrich Festing unter anderem die folgenden Ehrungen und Auszeichnungen:
- 1970 Ritterschlag zum Ritter vom Heiligen Grab
- 1972 Ernennung zum Monsignore durch Papst Paul VI.
- 1979 Ernennung zum Prälat durch Papst Johannes Paul II.
- 1985 Auszeichnung mit dem „Verdienstkreuz am Bande des Verdienstordens der Bundesrepublik Deutschland“ durch Bundespräsident Richard von Weizsäcker
- 1987 Ernennung zum Ehrendomherr an der Hohen Domkirche zu Köln durch Joseph Kardinal Höffner
- 1998 Auszeichnung mit dem „Verdienstkreuz 1. Klasse des Verdienstordens der Bundesrepublik Deutschland“ durch Bundespräsident Roman Herzog
- 2000 Auszeichnung mit dem Orden „Pro Cultura Hungarica“ der Republik Ungarn